# 길티 기어 Xrd
《길티 기어 Xrd》는 아크 시스템 웍스가 개발한 대전 격투 게임 제품군이다. 《길티 기어》 시리즈의 다섯 번째 본편 게임으로, 2014년부터 2017년까지 〈사인 (Sign)〉, 〈레벌래이터 (Revelator)〉, 그리고 〈레브 2 (Rev 2)〉 총 3종 작품들에 걸쳐 출시됐다.
게임의 시간대는 전작 《길티 기어 2: 오버추어》의 1년 후인 2187년으로, 생체무기 기어들을 카드로 비밀리에 움직이는 악역 '그 남자'와 밸런타인 자매를 비롯해 세계에 등장한 미지의 강자들을 둘러싼 갈등을 그렸다. 시리즈 최초로 스프라이크 기법 2D 그래픽을 대신해 언리얼 엔진 3를 활용한 셀 셰이딩 3D 그래픽을 차용했다.
첫 번째 제품 〈사인〉은 2014년 2월 일본서 아케이드로 처음 출시됐으며, 이후 플레이스테이션 3, 플레이스테이션 4 및 마이크로소프트 윈도우 플랫폼으로 가정용 이식판이 전세계에 출시됐다. 이후 발매된 후속 제품 〈레벌래이터〉와 〈Rev 2〉 또한 같은 플랫폼으로 발매됐다. 2021년에 후속작 《길티 기어 스트라이브》가 출시됐다.

## 반응
《길티 기어 Xrd》는 리뷰 애그리게이터 웹사이트 메타크리틱에서 〈사인〉, 〈레벌래이터〉와 〈Rev 2〉 세 작품의 플레이스테이션 4판이 각각 84/100점, 86/100점, 86/100점을 기록해 "대체적으로 긍정적인 평가"를 받았다.

## 참조

### 내용주
1. ↑  영어: Guilty Gear Xrd, 일본어: ギルティギア イグザード